# Duc tacat
El duc tacat (Ketupa leucosticta; syn: Bubo leucostictus), és una espècie d'ocell de la família dels estrígids (Strigidae). Habita a la selva humida africana, a Guinea, Sierra Leone, Libèria, Costa d'Ivori, Ghana, Nigèria, sud de Camerun, Guinea Equatorial, el Gabon, República del Congo i nord, sud i est de la República Democràtica del Congo. El seu estat de conservació es considera de risc mínim.

## Taxonomia
Anteriorment es considerava el duc tacat com a pertanyent al gènere Bubo. Però el Congrés Ornitològic Internacional, en la seva llista mundial d'ocells (versió 13.1, 2023) decidí traslladar al gènere Ketupa 9 espècies que estaven classificades dins de Bubo, entre les quals el duc tacat. Tanmateix, altres obres taxonòmiques, com el Handook of the Birds of the World i la quarta versió de la BirdLife International Checklist of the birds of the world (Desembre 2019), el consideren encara dins de Bubo.